# Драго Мажар
Драго Мажар (Босански Петровац, 16. август 1918 — Бањалука, 10. новембар 1991) био је учесник Народноослободилачке борбе, друштвено-политички радник СФР Југославије и СР Босне и Херцеговине и народни херој Југославије.

## Биографија
Рођен је 16. августа 1918. године у Босанском Петровцу. Остао је без оца с девет година, када се породица већ доселила у Бањалуку. После једног ђачког инцидента са наставницом француског језика, Драго је из гимназије прешао на Занатску школу. 
Под утицајем старијег брата Ивице, почео је да се интересује за револуционарну литературу, а ускоро је био и један од организатора актива револуционарно оријентисане средњошколске и радничке омладине у Занатској школи. Већ 1937, постао је руководилац скојевске групе. Поред активности у музичкој секцији „Пелагић“, стизао је да се ангажује у разноврсним акцијама Клуба академичара Бања Луке, те Спортског друштва „Борац“. Истицао се и учешћем у демонстрацијама, протестним зборовима и штрајковима. Тада је кућа Мажарових била састајалиште радничких активиста, скојеваца и комуниста.

### Припреме за устанак
У годинама почетка Другог светског рата у Европи, Влада Цветковић-Мачек формирала је тзв. радне војне логоре да би неутралисала комунисте. У један од њих, који се налазио код Ивањице у Србији, био је депортован и Драго Мажар. После пуча у марту 1941, овај логор био је распуштен. После пуча, Драго је на пропутовању кроз Београд ухватио везу са Веселином Маслешом, који му је пренео директиву Комунистичке партије Југославије (КПЈ) да се јави у војску. Са својом јединицом дочекао је капитулацију Југославије у Сарајеву, био заробљен, али је истог дана успео да побегне. С КПЈ и илегалцима Сарајева ухватио је везу преко Нисима Албахарија и укључио се у припрему за оружану борбу. Представљајући се немачкој команди као шеф оркестра у хотелу „Европа“, успео је да добије пропусницу за слободно кретање ноћу, па је из немачког складишта износио војничка одела и другу ратну опрему.
Крајем априла 1941, када се вратио у Бањалуку, четири брата Мажара нашли су се накратко на окупу код куће и убрзо је сваки кренуо на извршење свог задатка који је одредила КПЈ.
Прикупљајући оружје као руководилац диверзантске групе у граду, једном је приликом обукао униформу домобранског наредника и тако ушао у Кастел, одакле је изнео муницију, а десетак пушака бацио у Врбас, које је Карло Ројц извадио и сакрио на гробљу. С овим су оружјем у рукама први локални партизани отпочели устанак у Бањалуци.

### Народноослободилачка борба
Драго Мажар се крајем јуна 1941. налазио међу првим партизанским борцима из Бањалуке који су се окупили на Старчевцу изнад града. Учествовао је у борбама на релацији Јајце–Мркоњић град. У августу је био изабран за командира чете, односно команданта партизанског штаба Прве чете за Босанску крајину. Тих су дана усташе ухватиле у Јајцу његовог брата Ивицу и стрељале га. Управо је тада у његову чету из Бања Луке дошла сестра Нада.
Током септембра и октобра 1941, оперисао је са својом јединицом по централној Босни, која је тада извела низ успешних акција код Крупе на Врбасу, Скендер-Вакуфа, на Челинцу и у Црној Ријеци. У јесен 1941, Драго је био изабран за команданта батаљона у Трећем, касније преименованом у Четврти крајишки партизански одред, који је током зиме 1941. и 1942. развио велику активност у близини Бањалуке.
Када је једном посетио своју мајку, која је још увек живела на периферији Бањалуке, а њена кућа била илегално партизанско упориште, Драго је успоставио сарадњу с домобранским сатником Мајером, заповједником домобранске јединице, којег је мајка Марија на то припремила. Захваљујући тим околностима, Драго је 5. фебруара 1942. године извео једну од најсмелијих акција у Босанској крајини. Мајер је, по договору, неутралисао своју посаду у Дебељацима, обезбедио униформе и уговорене знаке распознавања, тако да је Драго са 22 одабрана партизанска борца, преобучена у домобранске униформе, дошао усред дана пред жандармеријску касарну у Врбањи. После борбе која је трајала само неколико тренутака, погинуло је и рањено више жандара и домобрана, а 40 их је заробљено. Касарна је запаљена, а колона са заробљеним непријатељским војницима, који су носили плен, и два погинула, а два теже рањена партизана, упутила се на превоје Понира изнад града. Убрзо се након тога и мајка Марија придружила партизанима, средином фебруара 1942, носећи у наручју шестогодишњу унуку Нену, ћерку најстаријег сина Бошка.
Почетком маја 1943. године, Драго је био постављен за команданта Шестог партизанског одреда, а по ослобођењу Приједора за команданта места Љубија. Учествовао је и у првим борбама за време непријатељске офанзиве на Козару, јуна 1942. године. Крајем јула поновно је био постављен за команданта Шестог партизанског одреда, али је већ септембра исте 1942. преузео функцију обавештајног официра у Оперативном штабу за Босанску крајину. Од лета 1943, као обавештајни официр Првог босанског корпуса НОВЈ, извео је на челу групе обавештајаца низ акција у источној Босни. Као мајор, Мажар је, 1944. у својству шефа обавештајног одсека руководио курсом обавештајаца.
До краја рата, претрпео је још неколико губитака у ужој породици; мајка му је умрла од тифуса, погинуо му је други брат Јосип, и напослетку најстарији брат Бошко.

### Послератна каријера
По завршетку рата, Драго Мажар је радио у Управи државне безбедности (УДБ) до 1952. године, а по демобилизацији, у чину пуковника ЈНА, обављао је низ друштвено-политичких функција на републичком и савезном нивоу.
Био је активан и у развоју културе, и као писац и као дугогодишњи управник Народног позоришта Босанске крајине.
Умро је 10. новембра 1991. године у Бањалуци, где је и сахрањен.
Носилац је Партизанске споменице 1941. и многих других југословенских одликовања, међу којима су — Орден заслуга за народ са златном звездом, Орден партизанске звезде са сребрним венцем, Орден братства и јединства са сребрним венцем и Орден за храброст. Орденом народног хероја одликован је 27. новембра 1953. године.